# Anne Twomey
Pour les articles homonymes, voir Twomey.
Anne Frances Twomey AO est une universitaire et avocate australienne spécialisée dans le droit constitutionnel australien. Elle est actuellement professeur de droit constitutionnel et directrice de l'unité de réforme constitutionnelle à la Sydney Law School de l'université de Sydney. Elle commente régulièrement les questions juridiques et constitutionnelles pour les médias australiens.

## Éducation et carrière universitaire
Twomey est titulaire de diplômes en arts et en droit de l'université de Melbourne, d'une maîtrise en droit de l'université nationale australienne et d'un doctorat en philosophie de l'université de Nouvelle-Galles du Sud.
Twomey a travaillé pour la Haute Cour d'Australie en tant qu'agent de recherche principal, pour le Parlement australien en tant que chercheur au sein du groupe de droit et de gouvernement et au Cabinet Office de la Nouvelle-Galles du Sud en tant que responsable des politiques de la branche juridique. Elle a agi à titre de consultante auprès de plusieurs organismes gouvernementaux.
Twomey est considéré comme une experte de la Constitution de l'Australie.

## Récompense et vie personnelle
Twomey a été nommée officier de l'ordre d'Australie à l'occasion de l'anniversaire de la reine en 2021, pour « service distingué à la loi, à l'éducation juridique et à l'éducation du public sur les questions constitutionnelles ».
Twomey est mariée au juge Mark Leeming, juge à la Cour d'appel de la Nouvelle-Galles du Sud.